# Semperoper
Semperoper er den tyske by Dresdens operahus. Den er opført 1841 af arkitekten Gottfried Semper og blev bygget som Königliches Hoftheater Dresden. Operaens orkester er det traditionsrige Sächsische Staatskapelle Dresden. Semperopereaen ligger på Theaterplatz i Dresdens historiske bykerne ved Elben. Operaen har været ødelagt flere gange: den blev delvis ødelagt af en brand 1869, bombet af de De Allierede i 1945, genopbygget og genindviet 1985 og stærkt beskadiget under de voldsomme oversvømmelser, som ramte Centraleuropa i 2002.
I 2012/2013 overværede omkring 308.000 gæster symfonikoncerterne, opera- og balletopførslerne i operaen. 2013 nåede Semperoperaen med 770 arrangementer en omsætning på 17,6 millioner euro.

## Operaens historie
Operahuset am Zwinger,  fra 1719 til 1849, er forgængeren for Semperoperaen.
Fra 1838 til 1841 oprettede bygmesteren Gottfried Semper (1803–1879) et nyt kongeligt hofteater. Den runde bygning i renæssancestil fra det 14. århundrede var kendt som et af smukkeste europæiske teatre. Det første Semperoperahus lå nærmere Residenzschloss Dresden end den nuværende teaterbyggeri; før operaen lå der i 1840 en forløber for den nuværende Theaterplatz.
Den 21. september 1869 blev bygningen fuldstændigt ødelagt af en brand. Allerede fire uger efter det første Semperhofteaters brandkatastrofe begyndte opførelsen af et interimistisk teater ved Zwingerwall bag ruinerne af det gamle teater. Efter kun seks uger blev der med enkle midler oprettede spillested med plads til omkring 1800. Teatret fik hurtigt øgenavnet „Bretterbude“ (brædderbiksen). Den 2. december 1869 åbnede teateret med Goethes Iphigenie auf Tauris.
Gottfried Semper måtte 1849 på grund af sin deltagelse i Majopstanden flygte og måtte i mange år ikke betræde Kongeriget Sachsens jord. Efter ødelæggelsen af den første Semperoper 1869 begyndte man 1871 med byggeriet af det andet Kongelige Hofteater. Under byggeriet måtte Gottfried Semper ikke vende tilbage til Sachsen. Dresdens befolkning bad ham derfor i eksil tegne den nye 
Bygningen blev ledet af hans ældste søn Manfred Semper (1838–1913) og opført fra 1871 til 1878 ved Theaterplatz. Teaterbygningens indre var pragtfuldt
I slutningen af 2. verdenskrig under Luftbombardementet af Dresden udbrændte  bygningen  natten den 13. februar 1945 næsten. Ilden havde ødelagt tilskuer- og sceneområde, og scenehusets bagmur var styrtet sammen.
Fra 1948 kunne opera, ballet, skuespil og Staatskapelle fortsætte i Staatsschauspiel Dresden. Åbningsfestligheden fandt sted den 22. september 1948 med Beethovens Fidelio. 1983 fandt en adskillelse mellem opera, ballet, Staatskapelle og skuespil sted: Der opstod et Staatsschauspiel og Staatsoper Dresden. På den symbolske dato den 13. februar 1985 fik Dresden efter 40 års forskellige operabygninger Semperoper tilbage. Genåbningsoperaen var Carl Maria von Webers opera Jægerbruden (Der Freischütz) under ledelse af intendant Max Gerd Schönfelder – det var med dette værk, operahuset den 31. august 1944 blev lukket. 1985 blev der også indrettet et teater i den Altstädtischen Hauptwache ved siden af teatret.
Selv om operaen var en Staatsoper, fik den efter Die Wende den officielle titel „Sächsische Staatsoper“. Elbens oversvømmelse i august 2002 førte til at operahuset blev repareret for 27 millioner euro. Tre måneder efter katastrofen åbnede den igen den 9. november 2002 med Semperoperaens balletdansere og Sächsische Staatskapelle med Svanesøen.
I begyndelsen af 2013 blev Staatsoper og Staatsschauspiel igen forenet under samme tag i Sächsischen Staatstheater.
- Den første Semperoper i Dresden, ca. 1850, kobberstik af Carl Täubert
- Det andet byggeri af Semperoper efter 1880
- Luftfoto fra 2008 af Semperoper
- Broen Augustusbrücke og Semperoper
- Semperopers sal
- Semperopers sal

## Operaens uropførelser
- 1842: Wagner – Rienzi, 20. oktober
- 1843: Wagner – Den flyvende hollænder, 2. januar
- 1845: Wagner – Tannhäuser, 19. oktober
- 1895: Eugen d'Albert: Ghismonda, 28. november
- 1901: Richard Strauss – Feuersnot, 22. november
- 1905: Richard Strauss – Salome, 9. december
- 1909: Richard Strauss – Elektra, 25. januar
- 1911: Richard Strauss – Rosenkavaleren, 26. januar
- 1913: Ermanno Wolf-Ferrari – L'amore medico, 4 december
- 1916: Eugen d'Albert – Die toten Augen, 5. marts
- 1917: Hans Pfitzner – Das Christ-Elflein (2nd version), 11. december
- 1924: Richard Strauss – Intermezzo, 4. november
- 1925: Ferruccio Busoni – Doktor Faust, 21. maj
- 1926: Kurt Weill – Der Protagonist, 27 marts
- 1926: Paul Hindemith – Cardillac, 9. november
- 1927: Emil von Reznicek – Spiel oder Ernst
- 1927: Othmar Schoeck – Penthesilea, 8. januar
- 1928: Richard Strauss – Die ägyptische Helena, 6. juni
- 1930: Othmar Schoeck – Vom Fischer und syner fru, 3. oktober
- 1932: Eugen d'Albert – Mr Wu
- 1933: Richard Strauss – Arabella, 1 juli
- 1935: Richard Strauss – Die schweigsame Frau, 24. juni
- 1935: Rudolf Wagner-Régeny – Der Günstling, 20. februar
- 1937: Othmar Schoeck – Massimilla Doni, 2. marts
- 1938: Richard Strauss – Daphne, 15. oktober
- 1940: Heinrich Sutermeister – Romeo und Julia, 13. april
- 1942: Heinrich Sutermeister – Die Zauberinsel, 31. oktober
- 1944: Gottfried von Einem – Prinzessin Turandot, 5. februar
- 1944: Joseph Haas – Die Hochzeit des Jobs, 2. juli
- 1985: Siegfried Matthus – Die Weise von Liebe und Tod des Cornets Christoph Rilke, 16. februar
- 1989: Eckehard Meyer – Der goldene Topf, 1989
- 1998: Matthias Pintscher – Thomas Chatterton, 25. maj
- 2001: Peter Ruzicka – Celan, 25. marts
- 2008: Manfred Trojahn – La grande magia, 10. maj
- 2010: Hans Werner Henze – Gisela (Dresden version), 20. november
- 2011: Miroslav Srnka – Jakub Flügelbunt , 15. december
- 2012: Johannes Wulff-Woesten – Die Konferenz der Tiere, 8. juli
- 2013: Johannes Wulff-Woesten – Prinz Bussel, 27. april